# David Wineland
David Jeffrey Wineland (Milwaukee, 24 febbraio 1944) è un fisico statunitense, vincitore del Premio Nobel per la Fisica nel 2012, insieme al francese Serge Haroche per la scoperta riguardante i metodi sperimentali che hanno permesso la misurazione e la manipolazione dei sistemi quantistici individuali.

## Biografia
Wineland è nato a Wauwatosa, nel Wisconsin. Ha vissuto a Denver fino all'età di tre anni, momento in cui la sua famiglia si è trasferita a Sacramento, in California. Wineland si diplomò alla Encina High School di Sacramento nel 1961. Nel settembre 1961-dicembre 1963, studiò all'Università della California, Davis. Ha conseguito la laurea in fisica presso l'Università di Berkeley nel 1965 e il master e il dottorato in fisica presso l'Università di Harvard. Ha completato il suo dottorato di ricerca nel 1970, sotto la supervisione di Norman Foster Ramsey Jr. La sua tesi di dottorato è intitolata "The Atomic Deuterium Maser". Ha poi svolto una ricerca post-dottorato nel gruppo di Hans Dehmelt presso l'Università di Washington, dove ha studiato gli elettroni nelle trappole ioniche. 
Nel 1975 è entrato a far parte del National Bureau of Standards (ora chiamato NIST), dove ha avviato il gruppo di stoccaggio di ioni ed è alla facoltà di fisica dell'Università del Colorado a Boulder. Nel gennaio 2018, Wineland si è trasferito al Dipartimento di Fisica dell'Università dell'Oregon come Knight Research Professor, mentre era ancora impegnato con lo Ion Storage Group del NIST in un ruolo di consulenza.